# Buch des Lebens
Das Buch des Lebens, auch Buch der Lebenden (hebräisch:  ספר חיים Sefer Chajjim), ist im Judentum und Christentum die Vorstellung von einem göttlichen Verzeichnis, das die Namen aller Gott wohlgefälligen Menschen enthält, die je gelebt haben. Zu unterscheiden ist das Buch des Lebens von den anderen Büchern, in denen die Taten der Menschen verzeichnet sind und nach denen am Tag des Gerichtes bzw. in den zehn Tagen zwischen Neujahr und Versöhnungstag das Leben der Menschen bewertet wird. In Anlehnung an dieses himmlische Buch wurden im Verlauf des Mittelalters verschiedene Formen von Aufzeichnungen als liber vitae bezeichnet, insbesondere Verbrüderungsbücher, Nekrologien und Jahrzeitbücher.
Das hebräische Wort chajjim bedeutet einerseits Leben und ist andererseits der Plural von chaj (lebend, Lebender), so dass für das einzige Vorkommen im Tanach (dem Alten Testament der Christen) die beiden Übersetzungen Buch des Lebens und Buch der Lebenden denkbar sind. Die Septuaginta und ihr folgend die Vulgata und später die Lutherbibel gaben den Ausdruck als Buch der Lebenden wieder, wogegen alle heute gängigen deutschen Übersetzungen Buch des Lebens verwenden, auch die Lutherbibel seit der Revision von 1984. Der griechische Ausdruck im Neuen Testament lautet βίβλος τῆς ζωῆς und kann nur als Buch des Lebens übersetzt werden.
Das hebräische Wort Sefer wird meist mit Buch übersetzt, wobei für die damalige Zeit Schriftrollen vorzustellen sind.
Die Bibelzitate in diesem Artikel sind der Lutherbibel von 1912 entnommen.

## Judentum
In der jüdischen Liturgie wird an den Yamim Noraim, den zehn ehrfurchtsvollen Tagen zwischen Rosch ha-Schana und Jom Kippur, im Verlauf des Achtzehnbittengebetes folgender Satz eingeschoben:
Gedenke unser zum Leben, Herr, der will, dass wir leben, und schreibe uns in das Buch des Lebens, um deinetwillen, Gott, Ewiglebender!
Im Tanach ist mehrfach vom Buch des Lebens die Rede, allerdings nur einmal mit genau diesem Ausdruck:
2 Mose 32:32 – Nun vergib ihnen ihre Sünde! Wo nicht, so tilge mich auch aus deinem Buch, das du geschrieben hast.
Ps 40:8 – Da sprach ich: Siehe, ich komme; im Buch ist von mir geschrieben.
Ps 69:28–29 – 28Laß sie in eine Sünde über die andere fallen, dass sie nicht kommen zu deiner Gerechtigkeit. 29Tilge sie aus dem Buch der Lebendigen, dass sie mit den Gerechten nicht angeschrieben werden.
Dan 7:10 – Und von demselbigen ging aus ein langer feuriger Strahl. Tausendmal tausend dienten ihm, und zehntausendmal zehntausend stunden vor ihm. Das Gericht ward gehalten, und die Bücher wurden aufgetan.
Dan 12:1 – Zur selbigen Zeit wird der große Fürst Michael, der für dein Volk stehet, sich aufmachen. Denn es wird eine solche trübselige Zeit sein, als sie nicht gewesen ist, seit dass Leute gewesen sind, bis auf dieselbige Zeit. Zur selbigen Zeit wird dein Volk errettet werden, alle, die im Buch geschrieben stehen.
Mal 3:16 – Aber die Gottesfürchtigen trösten sich untereinander also: Der HERR merkt und hört es, und vor ihm ist ein Denkzettel geschrieben für die, so den HERRN fürchten und an seinen Namen gedenken.

## Christentum
Auch im Neuen Testament wird die Rede vom Buch des Lebens wieder aufgegriffen.
Phil 4:3 – Ja, ich bitte auch dich, mein treuer Geselle, stehe ihnen bei, die samt mir über dem Evangelium gekämpft haben mit Clemens und den andern meinen Gehilfen, welcher Namen sind in dem Buch des Lebens.
Offb 3:5 – Wer überwindet, der soll mit weißen Kleidern angelegt werden, und ich werde seinen Namen niemals austilgen aus dem Buch des Lebens, und ich will seinen Namen bekennen vor meinem Vater und vor seinen Engeln.
Offb 17:8 – Das Tier, das du gesehen hast, ist gewesen und ist nicht und wird wiederkommen aus dem Abgrund und wird fahren in die Verdammnis, und werden sich verwundern, die auf Erden wohnen (deren Namen nicht geschrieben stehen in dem Buch des Lebens von Anfang der Welt), wenn sie sehen das Tier, dass es gewesen ist und nicht ist, wiewohl es doch ist.
Offb 20:12–15 – 12Und ich sah die Toten, die Großen und die Kleinen, vor dem Thron stehen, und Bücher wurden aufgeschlagen; und ein anderes Buch wurde aufgeschlagen, welches das des Lebens ist. Und die Toten wurden gerichtet nach dem, was in den Büchern geschrieben war, nach ihren Werken. 13Und das Meer gab die Toten, die in ihm waren, und der Tod und der Hades gaben die Toten, die in ihnen waren, und sie wurden gerichtet, ein jeder nach seinen Werken. 14Und der Tod und der Hades wurden in den Feuersee geworfen. Dies ist der zweite Tod, der Feuersee. 15Und wenn jemand nicht geschrieben gefunden wurde in dem Buch des Lebens, so wurde er in den Feuersee geworfen.
Offb 22:19 – Und so jemand davontut von den Worten des Buchs dieser Weissagung, so wird Gott abtun sein Teil vom Buch des Lebens und von der heiligen Stadt und von dem, was in diesem Buch geschrieben stehet.
Das Buch des Lebens ist auch gemeint, wenn nach dem Lukasevangelium Jesus seinen Jüngern versichert, ihre Namen seien im Himmel aufgezeichnet (Lk 10,20 ).
In dem Hymnus Dies Irae ist vom Buch des Lebens die Rede:
| Liber scriptus proferetur, in quo totum continetur, unde mundus judicetur. Judex ergo cum sedebit, quidquid latet apparebit, nil inultum remanebit. | Das geschriebene Buch wird hervorgeholt, in welchem alles verzeichnet ist, dass die Welt gerichtet werde. Wird nun der Richter Platz nehmen, so wird alles Verborgene zum Vorschein kommen, nichts wird ungesühnt bleiben. |

Die Vorstellung von einem „Buch des Lebens“ schwingt auch bei der Bezeichnung der Angelsachsen für das umfassende Grundbuch mit, welches die siegreichen Normannen nach 1066 von den englischen Landschaften erstellten: das Domesday Book.

## Islam
Im Koran (Sure 85,21-22) findet sich die Vorstellung von der wohlverwahrten Tafel (arabisch اللوح المحفوظ, DMG al-lauḥ al-maḥfūẓ) als Urfassung des Korans (hierzu gehören auch die Ausdrücke wie „verborgene Schrift“ in Sure 56,78 und „Mutter der Schrift“ in Sure 43,3; 13,39; 3,7). Der Islamwissenschaftler Paolo Dall’Oglio weist darauf hin, dass die jüdisch-christliche Vorstellung vom Buch des Lebens hilfreich sei, die islamische Vorstellung eines im Himmel verwahrten Koran zu verstehen.
Jedoch ist die Vorstellung vom Buch des Lebens im Sinne von einem Namensverzeichnis (wie im Judentum und Christentum) weder im Koran noch in den islamischen Auslegungen vorhanden. Im Islam finden sich v. a. die Vorstellungen von himmlischen Büchern des Schicksals und der Taten, mit denen offenbar die Vorstellung vom Buch des Lebens verschmolzen ist. Diese Vorstellungen werden in der islamischen Theologie teilweise in Verbindung mit der wohlverwahrten Tafel begriffen. In weitem Sinne umfasst diese Tafel nicht nur das Gesetz bzw. die Offenbarungsschrift Gottes (Ur-Koran), sondern auch göttliche Vorherbestimmungen sowie Aufzeichnungen der menschlichen Taten.
Gemäß der sunnitischen Tradition und Lehre ist diese Tafel bereits mit der Schöpfung geschrieben und enthält alles bis an das Ende der Tage. Diese Lehre basiert nicht auf dem Koran, sondern auf dem sunnitischen Hadith und wird von der Mehrheit der Schia und einer Minderheit der Sunniten nicht akzeptiert. Siehe auch Qadar.

## Kritik
Der Idee, dass über die Taten der Menschen Buch geführt wird, widerspricht Euripides:
Glaubt ihr, daß die Verbrechen zu den Göttern sich

Auf Flügeln schwingen, und daß weiter jemand sie

Dort in des Zeus Schreibtafel aufzuzeichnen hat,

Und Zeus auf sie hinblickend Recht den Menschen spricht?

Auch nicht der ganze Himmel wäre groß genug,

Der Menschen Sünden, wenn sie Zeus dort schriebe auf,

Zu fassen, noch auch er, zu überschauen sie

Und jedem seine Strafe zuzuteilen. Nein!

Die Strafe ist schon hier, wenn ihr nur sehen wollt.
(Euripides, bei Johannes Stobaios, Eclogæ, I,c.4, 14)